# Astragalus inyoensis
Astragalus inyoensis es una especie de planta del género Astragalus, de la familia de las leguminosas, orden Fabales.

## Distribución
Astragalus inyoensis se distribuye por Estados Unidos.

## Taxonomía
Fue descrita científicamente por Sheld. Fue publicada en Contr. U.S. Natl. Herb. 4: 86 (1893).